# Croton potabilis
Croton potabilis är en törelväxtart som beskrevs av Léon Camille Marius Croizat. Croton potabilis ingår i släktet Croton och familjen törelväxter. Inga underarter finns listade i Catalogue of Life.